# بیازاناگر
بیازاناگر (به انگلیسی: Byasanagar) یک منطقهٔ مسکونی در هند است که در بخش جاجپور واقع شده‌است.